# Руки
Руки (на френски: Ruki) е река в Централна Африка, в Демократична република Конго, ляв приток на Конго. Река Руки се образува от сливането на двете съставящи я реки Момбойо (лява съставяща, в горното течение Лаилака) и Бусира (дясна съставяща, извора на която се явява река Чуапа). Дължината ѝ от мястото на сливането е 105 km, а от извора на река Чуапа – около 1300 km. Площта на водосборния ѝ басейн е 173 790 km². Река Чуапа води началото си на 515 m н.в. от девствените екваториални гори в централната част на Демократична република Конго. В горното си течение (до устието на левия си приток Тумбенга) тече в посока север-северозапад, а след това до устието на река Ломела – на запад-северозапад. След устието на Ломела, вече под името Бусира, тече в западна посока, а след устието на Момбойо – под името Руки отново тече на запад. Влива се отляво в река Конго, на 304 m н.в., на 9 km северно от Екватора, при град Мбандака. Река Руки и образуващите я реки текат сред гъсти екваториални гори в широки, в по-голямата си част заблатени долини, с незначителен наклон (0,02 m/km). Основни притоци: леви – Тумбенга, Ломела (566 km), Салонга (305 km), Момбойо (в горното течение Луилака); десни – Мокомбе. Подхранването на река Руки е предимно дъждовно и е пълноводна целогодишно със среден годишен отток 4450 m³/s. Наблюдават се два максимума през годината, от октомври до декември и от април до юни. Системата Руки – Бусира – Чуапа е плавателна целогодишно на 1108 km от устието, а основните ѝ притоци Ломела, Салонга и Момбойо също са плавателни в долните си течения.